# Голодные игры (серия фильмов)
«Голодные игры» (англ. The Hunger Games) — американская медиафраншиза, состоящая из научно-фантастических приключенческих фильмов-антиутопий, созданная на основе трилогии романов американской писательницы Сьюзен Коллинз. Фильмы распространяются компанией Lionsgate и продюсируются Ниной Джейкобсон и Джоном Киликом. В киносерии задействован актёрский состав, включающий Дженнифер Лоуренс в роли Китнисс Эвердин, Джош Хатчерсон в роли Пита Мелларка, Лиам Хемсворт в роли Гейла Хоторна, Вуди Харрельсон в роли Хеймитча Эбернети, Элизабет Бэнкс в роли Эффи Тринкет, Стэнли Туччи в роли Цезаря Фликермана и Дональда Сазерленда в роли президента Сноу.
Первые три фильма установили различные кассовые рекорды. «Голодные игры» (2012) установили рекорды по количеству показов в день премьеры и по количеству выходных показов оригинального проекта. «И вспыхнет пламя» (2013) установил рекорд по количеству премьерных выходных ноября. У первой «Сойки-пересмешницы» (2014) был самый большой день премьеры и выходные в 2014 году.
Является самой крупной и прибыльной франшизой студии Lionsgate — общемировые кассовые сборы всех частей составляют более 3,3 миллиарда долларов США.
В 2023 году вышел приквел «Голодные игры: Баллада о змеях и певчих птицах».

## Предыстория
После выхода романа Сьюзен Коллинз «Голодные игры» 14 сентября 2008 года голливудские киностудии начали искать возможности экранизировать книгу. В марте 2009 года независимая студия Color Force, основанная продюсером Ниной Джейкобсон, купила права на экранизацию книги. Затем она обратилась в продюсерскую компанию Lionsgate с просьбой помочь ей продюсировать фильм. Коллинз также была привлечена к адаптации романа; она приступила к первому наброску после завершения третьего романа серии «Сойка-пересмешница» (2010). Поиски режиссёра начались в 2010 году. В конечном счёте режиссёром был назначен Гэри Росс. К тому времени, когда Коллинз завершила работу над сценарием, Росс решил поработать над сценарием вместе с Коллинз и сценаристом Билли Рэйем.
В октябре 2010 года актёрам были разосланы сценарии, а кастинг проходил в период с марта по май 2011 года. Первой актёрской ролью была главная героиня Китнисс Эвердин. Целых 30 актрис рассматривались на эту роль, среди них больше всего упоминались Дженнифер Лоуренс, Хейли Стейнфелд, Эбигейл Бреслин и Хлоя Грейс Морец. В итоге эта роль досталась Лоуренс. Позже в том же месяце начался кастинг на роли Пита Мелларка, одноклассника Китнисс, и Гейла Хоторна, её лучшего друга. Главными претендентами на роль Пита были Джош Хатчерсон, Александр Людвиг (позже получивший роль Катона), Хантер Пэрриш, Эван Питерс и Лукас Тилл. Претендентами на роль Гейла были Робби Амелл, Лиам Хемсворт, Дэвид Генри и Дрю Рой. 4 апреля стало известно, что Хемсворт был выбран на роль Гейла, а Хатчерсон — на роль Пита.

## Фильмы
| Фильм                                          | Дата выпуска   | Режиссёр        | Сценаристы                                 | Продюсеры                      |
| ---------------------------------------------- | -------------- | --------------- | ------------------------------------------ | ------------------------------ |
| Голодные игры                                  | 23 марта 2012  | Гэри Росс       | Гэри Росс, Билли Рэй и Сьюзен Коллинз      | Нина Джейкобсон и Джон Килик   |
| Голодные игры: И вспыхнет пламя                | 22 ноября 2013 | Фрэнсис Лоуренс | Саймон Бофой и Майкл деБруин               | Нина Джейкобсон и Джон Килик   |
| Голодные игры: Сойка-пересмешница. Часть 1     | 21 ноября 2014 | Фрэнсис Лоуренс | Питер Крейг, Дэнни Стронг и Сьюзен Коллинз | Нина Джейкобсон и Джон Килик   |
| Голодные игры: Сойка-пересмешница. Часть 2     | 20 ноября 2015 | Фрэнсис Лоуренс | Питер Крейг, Дэнни Стронг и Сьюзен Коллинз | Нина Джейкобсон и Джон Килик   |
| Голодные игры: Баллада о змеях и певчих птицах | 17 ноября 2023 | Фрэнсис Лоуренс | Майкл Лессли, Майкл Арндт и Сьюзен Коллинз | Нина Джейкобсон и Брэд Симпсон |
| Голодные игры: Рассвет жатвы                   | 20 ноября 2026 | TBA             | TBA                                        | Нина Джейкобсон и Брэд Симпсон |

### Голодные игры (2012)
Ведущий и его гость, распорядитель игр, вспоминают историю Голодных игр — жестоких соревнований, которые стали наказанием за бунт многолетней давности, но за прошедшие годы превратились в развлекательное шоу, транслируемое на всю страну. Столица государства Панем заставляет каждый из 12 дистриктов отправлять юношей и девушек в возрасте от 12 до 17 лет принять участие в «Голодных играх»: событии, транслируемом по национальному телевидению, в котором «трибуты» сражаются друг с другом насмерть, пока не останется один выживший.
Когда Примроуз Эвердин выбирают жребием на «жатве», её старшая сестра Китнисс вызвалась добровольцем вместо неё в качестве трибута для участия в играх и вынуждена полагаться на свои острые инстинкты и знания, когда ей противостоят хорошо обученные и свирепые «трибуты» из 1-го и 2-го дистриктов, а также остальные, и ей приходится быстро соображать, чтобы выжить.

### Голодные игры: И вспыхнет пламя (2013)
Вместе с коллегой по 12 дистрикту Питом Мелларком Китнисс Эвердин благополучно возвращается домой после победы на 74-х ежегодных Голодных играх. Тур победителей, во время которого кортеж чемпионов должен посетить все дистрикты и Капитолий с триумфальными шествиями, должен снизить волнения в округах. Однако, вопреки желаниям Китнисс, это лишь подливает масла в огонь, и бунтовщиков бьют и казнят прямо во время тура у неё на глазах. Капитолий же всё ещё находится под контролем, поскольку президент Сноу готовится к 75-м Голодным играм, а именно Квартальной бойни, проводимой каждые двадцать пять лет, дабы освежить память о людях, погибших во время восстания.

### Голодные игры: Сойка-пересмешница. Часть 1 (2014)
После спасения с арены 75-х «Голодных игр» Китнисс оказывается в Дистрикте 13, где встречает Гейла, а также мать с сестрой. Все жители дистрикта живут в бункере. Её дом, Дистрикт 12, был превращён Капитолием в руины. Пит Мелларк был похищен Капитолием, где ему промыли мозги, и теперь он находится в плену у президента Сноу. Сноу хочет, чтобы Пит считал Китнисс своим врагом. В то же время Китнисс также узнаёт о тайном восстании, распространяющемся по всему Панему, которое ставит её в центр внимания и вынуждает снова бросить вызов президенту Сноу.

### Голодные игры: Сойка-пересмешница. Часть 2 (2015)
Понимая, что на кону больше не просто выживание, Китнисс Эвердин объединяется со своими самыми близкими друзьями, Питом Мелларком и Гейлом Хоторном, для выполнения главной миссии во имя мира. Вместе они покидают Дистрикт 13, чтобы освободить граждан от войны, которая разрывает Панем на части больше, чем когда-либо. Президент Сноу становится одержимым идеей уничтожить Китнисс Эвердин и всех, кого она любит.

### Голодные игры: Баллада о змеях и певчих птицах (2023)
В августе 2017 года директор компании Lionsgate Джон Фелтхеймер заявил об интересе к созданию спин-оффов к серии фильмов «Голодные игры». В июне 2019 года председатель кинокомпании Lionsgate Джо Дрейк объявил о том, что компания работает над киноадаптацией романа «Баллада о змеях и певчих птицах», выпущенного 19 мая 2020 года. К апрелю 2020 года было объявлено, что экранизация официально находится в разработке. Его режиссёром был назначен Фрэнсис Лоуренс, снявший три предыдущих фильма франшизы. Сценарий к фильму написал Майкл Арндт, а Нина Джейкобсон и Брэд Симпсон стали продюсерами. Проект будет разработан Color Force, а дистрибьютором выступит Lionsgate. В августе 2021 года Дрейк заявил, что производство фильма начнётся в первой половине 2022 года с предполагаемой датой выхода в конце 2023 или начале 2024 года. В апреле 2022 года стало известно, что фильм выйдет в прокат 17 ноября 2023 года. В мае 2022 года Том Блайт был утверждён на роль юного Кориолана Сноу. В том же месяце роль в фильме получила Рэйчел Зеглер.

### Голодные игры: Рассвет жатвы (2026)
В июне 2024 года, после того как было анонсировано издание очередного романа-приквела, компания Lionsgate официально подтвердила планы по его экранизации. Фрэнсис Лоуренс ведёт переговоры о постановке фильма. Сюжет будет разворачиваться через сорок лет после «Баллады о змеях и певчих птицах» и за двадцать четыре года до событий «Голодных игр». Премьера фильма запланирована на 20 ноября 2026 года.

## Актёры и персонажи
В этот раздел включены персонажи, которые появятся или уже появились более чем в двух фильмах серии.
Пустая темно-серая ячейка указывает на то, что персонажа не было в фильме или что официальное присутствие персонажа ещё не подтверждено.
| Персонаж             | Фильм             | Фильм                           | Фильм                                      | Фильм                                      | Фильм                                          |
| Персонаж             | Голодные игры     | Голодные игры: И вспыхнет пламя | Голодные игры: Сойка-пересмешница. Часть 1 | Голодные игры: Сойка-пересмешница. Часть 2 | Голодные игры: Баллада о змеях и певчих птицах |
| -------------------- | ----------------- | ------------------------------- | ------------------------------------------ | ------------------------------------------ | ---------------------------------------------- |
| Кориолан Сноу        | Дональд Сазерленд | Дональд Сазерленд               | Дональд Сазерленд                          | Дональд Сазерленд                          | Том Блайт                                      |
| Китнисс Эвердин      | Дженнифер Лоуренс | Дженнифер Лоуренс               | Дженнифер Лоуренс                          | Дженнифер Лоуренс                          |                                                |
| Пит Мелларк          | Джош Хатчерсон    | Джош Хатчерсон                  | Джош Хатчерсон                             | Джош Хатчерсон                             |                                                |
| Гейл Хоторн          | Лиам Хемсворт     | Лиам Хемсворт                   | Лиам Хемсворт                              | Лиам Хемсворт                              |                                                |
| Хеймитч Эбернети     | Вуди Харрельсон   | Вуди Харрельсон                 | Вуди Харрельсон                            | Вуди Харрельсон                            |                                                |
| Эффи Тринкет         | Элизабет Бэнкс    | Элизабет Бэнкс                  | Элизабет Бэнкс                             | Элизабет Бэнкс                             |                                                |
| Цезарь Фликерман     | Стэнли Туччи      | Стэнли Туччи                    | Стэнли Туччи                               | Стэнли Туччи                               |                                                |
| Примроуз Эвердин     | Уиллоу Шилдс      | Уиллоу Шилдс                    | Уиллоу Шилдс                               | Уиллоу Шилдс                               |                                                |
| Миссис Эвердин       | Пола Малкомсон    | Пола Малкомсон                  | Пола Малкомсон                             | Пола Малкомсон                             |                                                |
| Цинна                | Ленни Кравиц      | Ленни Кравиц                    |                                            |                                            |                                                |
| Плутарх Хевенсби     |                   | Филип Сеймур Хоффман            | Филип Сеймур Хоффман                       | Филип Сеймур Хоффман                       |                                                |
| Бити                 |                   | Джеффри Райт                    | Джеффри Райт                               | Джеффри Райт                               |                                                |
| Финник Одэйр         |                   | Сэм Клафлин                     | Сэм Клафлин                                | Сэм Клафлин                                |                                                |
| Джоанна Мейсон       |                   | Джена Мэлоун                    | Джена Мэлоун                               | Джена Мэлоун                               |                                                |
| Энни Креста          |                   | Стеф Доусон                     | Стеф Доусон                                | Стеф Доусон                                |                                                |
| президент Альма Койн |                   |                                 | Джулианна Мур                              | Джулианна Мур                              |                                                |
| Боггс                |                   |                                 | Махершала Али                              | Махершала Али                              |                                                |
| Крессида             |                   |                                 | Натали Дормер                              | Натали Дормер                              |                                                |
| Мессалла             |                   |                                 | Эван Росс                                  | Эван Росс                                  |                                                |
| Кастор               |                   |                                 | Уэс Чэтэм                                  | Уэс Чэтэм                                  |                                                |
| Поллукс              |                   |                                 | Элден Хенсон                               | Элден Хенсон                               |                                                |
| Пэйлор               |                   |                                 | Патина Миллер                              | Патина Миллер                              |                                                |
| Тигрис Сноу          |                   |                                 |                                            | Эжени Бондюран                             | Хантер Шефер                                   |

## Производство

### Создание
Съёмки франшизы начались 23 мая 2011 года и завершились 20 июня 2014 года.
Сюзанна Коллинз и Луиза Рознер выступили в качестве исполнительных продюсеров первых двух фильмов. Другими исполнительными продюсерами первого фильма являются Робин Бисселл и Шанталь Фегали. Сопродюсерами являются Диана Альварес, Мартин Коэн, Луис Филлипс, Брайан Унклесс и Олдрик Ла’Оли Портер. Color Force и Lionsgate сотрудничали во всех четырёх фильмах. 10 июля 2012 года стало известно, что фильм «Голодные игры: Сойка-пересмешница» будет выпущен в двух частях. Часть 1 была выпущена 21 ноября 2014 года, а часть 2 — 19 ноября 2015 года.

### Режиссёры
Гэри Росс был режиссёром первого фильма. 10 апреля 2012 было объявлено, что Гэри Росс не будет снимать сиквел в связи с жёстким и твёрдо установленным графиком. 19 апреля 2012 было объявлено, что Френсису Лоуренсу предложена должность режиссёра фильма. 3 мая 2012 Lionsgate объявила Френсиса Лоуренса режиссёром фильма «И вспыхнет пламя», а 1 ноября 2012 года было объявлено, что Лоуренс вернётся и снимет два последних фильма серии, основанных на романе «Сойка-пересмешница».

### Сценарий
Сьюзен Коллинз начала экранизировать первую книгу после того, как закончила писать «Сойку-пересмешницу». У Коллинз был опыт написания сценариев после написания «Щенячьих дней Клиффорда» и других детских телешоу. Когда в 2010 году Гэри Росс был объявлен режиссёром фильма, он начал работать с Коллинз и опытным писателем Билли Рэйем, чтобы воплотить роман в жизнь. После того как Фрэнсис Лоуренс занял пост режиссёра, он пригласил Саймона Бофоя и Майкла Арндта написать сценарий «И вспыхнет пламя». Два последних фильма серии были написаны Дэнни Стронгом и Питером Крейгом.

### Подбор актёров
Как только три главных роли были выбраны, кастинг перешёл к другим трибутам. Джек Куэйд был утверждён на роль Марвела, Ливен Рамбин — на роль Диадемы, Амандла Стенберг — на роль Руты, а Дайо Окенаи — на роль Цепа. Александр Людвиг (который пробовался на роль Пита) получил роль Катона, Изабелль Фюрман (которая пробовалась на роль Китнисс) — Мирты, а Жаклин Эмерсон — Лисы. Элизабет Бэнкс получила роль Эффи Тринкет, сопровождающей из 12 дистрикта. Вуди Харрельсон получил роль Хеймитча Эбернети, ментора 12 дистрикта. Ленни Кравиц был выбран на роль Цинны. Уэс Бентли получил роль создателя игр Сенеки Крейна. Стэнли Туччи получил роль Цезаря Фликермана, знаменитого ведущего Панем. Дональд Сазерленд был выбран на роль Кориолана Сноу, президента Панема. Уиллоу Шилдс получила роль Примроуз Эвердин, младшей сестры Китнисс.
В июле 2012 года был объявлен актёрский состав для второго фильма. Джена Мэлоун сыграет Джоанну Мейсон. Филип Сеймур Хоффман был утверждён на роль Плутарха Хевенсби, Сэм Клафлин сыграет Финника Одэйра. Позже было объявлено, что Джеффри Райт получил роль Бити, Алан Ритчсон — Блеска, Линн Коэн — Мэгз и Аманда Пламмер — Вайресс.
В мае 2022 года Том Блайт был утверждён на роль юного Кориолана Сноу в фильме-приквеле. В том же месяце роль в фильме получила Рэйчел Зеглер на роль Люси Грей Бэрд. В июне 2022 года стало известно, что в фильме снимется Джейсон Шварцман. В июле 2022 года к актёрскому составу присоединился Питер Динклэйдж.

### Съёмки
Основные съёмки «Голодных игр» начались 24 мая 2011 года и завершились 15 сентября 2011 года. Заброшенная деревня в Хикори в Северной Каролине была местом съёмок «Дистрикта 12». Лиам Хемсворт и Дженнифер Лоуренс, натуральные блондины, для съёмок фильма покрасили волосы в тёмный цвет, тогда как темноволосый Джош Хатчерсон их высветлил. Во время подготовки к съёмкам актрисе Дженнифер Лоуренс пришлось выполнять сложные трюки и заниматься скалолазанием, ведь по фильму её героиня — спортивная, ловкая девушка, в совершенстве владеющая луком.
Съёмки фильма «Голодные игры: и вспыхнет пламя» начались 10 сентября 2012 года в Атланте. После Атланты съёмки переместились на Гавайи, и закончились в декабре 2012 года. Некоторые сцены Капитолия были сняты в отеле Atlanta Marriott Marquis, это один из отелей, где проходит ежегодный съезд Dragon*con.
Lionsgate снимала обе части «Сойки-пересмешницы» одновременно. Съёмки фильмов начались 23 сентября 2013 года и завершились 20 июня 2014 года. Филип Сеймур Хоффман, сыгравший Плутарха Хевенсби, скончался 2 февраля 2014 года в Нью-Йорке. Он успел закончить работу над первой частью, и оставалась всего неделя до окончания работы над второй. В Lionsgate заявили, что работа над большинством сцен с участием Хоффмана завершена. Позже было объявлено, что персонаж Хоффмана будет воссоздан в незавершённых сценах с помощью цифровых технологий из сцен, отснятых ранее.

## Релиз

### Кассовые сборы
| Фильм                                          | Дата выхода    | Кассовые сборы | Кассовые сборы | Кассовые сборы | Бюджет   | Ссылки |
| Фильм                                          | Дата выхода    | США и Канада   | Другие страны  | Весь мир       | Бюджет   | Ссылки |
| ---------------------------------------------- | -------------- | -------------- | -------------- | -------------- | -------- | ------ |
| Голодные игры                                  | 23 марта 2012  | $408 010 692   | $287 209 927   | $695 220 619   | $78 млн  | [ 50 ] |
| Голодные игры: И вспыхнет пламя                | 22 ноября 2013 | $424 668 047   | $440 343 699   | $865 011 746   | $130 млн | [ 51 ] |
| Голодные игры: Сойка-пересмешница. Часть 1     | 21 ноября 2014 | $337 135 885   | $418 221 218   | $755 357 103   | $125 млн | [ 52 ] |
| Голодные игры: Сойка-пересмешница. Часть 2     | 20 ноября 2015 | $281 723 902   | $379 732 661   | $661 456 563   | $160 млн | [ 53 ] |
| Голодные игры: Баллада о змеях и певчих птицах | 17 ноября 2023 | $139 438 861   | $144 432 468   | $283 871 329   | $100 млн | [ 54 ] |
| Всего                                          | Всего          | $1 590 977 387 | $1 669 939 973 | $3 260 917 360 | $593 млн | [ 55 ] |

### Критический и общественный отклик
| Фильм                                          | Rotten Tomatoes    | Metacritic      | CinemaScore |
| ---------------------------------------------- | ------------------ | --------------- | ----------- |
| Голодные игры                                  | 84 % (318 отзывов) | 68 (49 отзывов) | A           |
| Голодные игры: И вспыхнет пламя                | 90 % (296 отзывов) | 76 (49 отзывов) | A           |
| Голодные игры: Сойка-пересмешница. Часть 1     | 70 % (306 отзывов) | 64 (46 отзывов) | A-          |
| Голодные игры: Сойка-пересмешница. Часть 2     | 70 % (293 отзыва)  | 65 (45 отзывов) | A-          |
| Голодные игры: Баллада о змеях и певчих птицах | 64 % (225 отзывов) | 54 (51 отзыв)   | B+          |

## Награды и номинации
Серия фильмов «Голодные игры» получила награды и номинации в различных категориях, при этом особую похвалу получили режиссура, сценарий и актёрская игра Дженнифер Лоуренс. Она также получили девять кинопремий MTV Movie & TV Awards из двадцати шести номинаций, семь премий People’s Choice Awards из восьми номинаций и получила три номинации на премии «Грэмми» и «Золотой глобус», выиграв «Грэмми» за лучшую песню, написанную для визуальных медиа за «Safe & Sound».

## Саундтреки

### Фильмы
| Название                                                           | Дата выхода    | Длительность | Композитор            | Лейбл                            |
| ------------------------------------------------------------------ | -------------- | ------------ | --------------------- | -------------------------------- |
| The Hunger Games: Songs from District 12 and Beyond                | 16 марта 2012  | 60:18        | Джеймс Ньютон Ховард  | Mercury Records Republic Records |
| The Hunger Games: Catching Fire Official Motion Picture Soundtrack | 15 ноября 2013 | 59:14        | Джеймс Ньютон Ховард  | Mercury Records Republic Records |
| The Hunger Games: Mockingjay — Part 1                              | 17 ноября 2014 | 50:11        | Джеймс Ньютон Ховард  | Republic Records                 |
| The Hunger Games: Mockingjay — Part 2                              | 23 ноября 2015 | 60:13        | Джеймс Ньютон Ховард  | Republic Records                 |
| The Hunger Games: The Ballad of Songbirds & Snakes                 | 17 ноября 2023 | 49:56        | Различные композиторы | Geffen Records                   |

### Синглы
| Название                          | Дата выхода      | Длительность | Автор(ы) песни                                                   | Лейбл                                  |
| --------------------------------- | ---------------- | ------------ | ---------------------------------------------------------------- | -------------------------------------- |
| Safe & Sound                      | 26 декабря 2011  | 4:01         | Тейлор Свифт и The Civil Wars                                    | Big Machine                            |
| Eyes Open                         | 27 марта 2012    | 4:04         | Тейлор Свифт                                                     | Big Machine Republic Records           |
| Atlas                             | 6 сентября 2013  | 3:56         | Coldplay                                                         | Parlophone                             |
| We Remain                         | 1 октября 2013   | 4:00         | Райан Теддер Брент Катцл Микки Экко                              | RCA Records Republic Records Lionsgate |
| Elastic Heart                     | 1 октября 2013   | 4:20         | Сиа Томас Уэсли Пентз Эндрю Свенсон                              | RCA Records Republic Records Lionsgate |
| Who We Are                        | 19 июня 2013     | 4:09         | Алекс Да Кид Бен Макки Дэниел Плацман Дэн Рейнольдс Уэйн Сермон  | Mercury Records Republic Records       |
| Everybody Wants to Rule the World | 15 ноября 2013   | 2:35         | Роланд Орзабал Крис Хьюз Иэн Стэнли Майкл Левин Лукас Кантор     | Mercury Records Republic Records       |
| Meltdown                          | 17 ноября 2014   | 4:02         | Stromae Лорд Джоэл Литтл Q-Tip Pusha T Haim                      | Republic Records                       |
| Yellow Flicker Beat               | 29 сентября 2014 | 3:52         | Лорд Джоэл Литтл                                                 | Republic Records                       |
| The Hanging Tree                  | 24 ноября 2014   | 3:38         | Сьюзен Коллинз Джеймс Ньютон Ховард Джеремайя Фрейтс Уэсли Шульц | Republic Records                       |
| Can’t Catch Me Now                | 3 ноября 2023    | 3:25         | Оливия Родриго                                                   | Geffen Records                         |
| Mercy                             | 7 ноября 2023    | 2:21         | Джеймс Ньютон Ховард                                             | Sony Masterworks                       |

## Наследие
В 2013 году вышел фильм «Очень голодные игры», который представляет собой пародию на «Голодные игры». Ещё одна пародия появилась в 2014 году под названием «Похмельные игры».